# Pariaman
Pariaman – miasto w Indonezji w prowincji Sumatra Zachodnia. W 2022 roku liczyło prawie 97 tys. mieszkańców.